# Charles Chidume
Charles Chidume  (* 11. August 1947 in Nimo, Anambra; † 7. Oktober 2021) war ein nigerianischer Mathematiker und Hochschullehrer.

## Leben
Charles Ejike Chidume wurde 1947 in Nimo (Anambra) als Sohn von Emmanuel Ndibe und Sussana Chinwe (Okonkwo) Chidume geboren. Er war nach seinem Studium von 1973 an zunächst Junior Fellow an der University of Nigeria in Nsukka. Von 1975 bis 1976 arbeitete er als Dozent für Mathematik am Institute of Management and Technology (IMT) in Enugu. In den Folgejahren war Charles Idume als Teaching Assistent an der Queen’s University (Kingston) (1976 bis 1979) und an der Iowa State University (1979 bis 1982) tätig. 1977 legte er an der Queen’s University einen Masterabschluss ab. Von 1982 bis 1984 arbeitete Charles Chidume im Rahmen eines Graduiertenstudiums an der Ohio State University in den Vereinigten Staaten. Nach seinem zweiten Masterabschluss an der Ohio State University wurde er dort 1984 mit einer Arbeit über "Iterative Methoden und nichtlineare Funktionalgleichungen" bei William Jay Davis promoviert. Im gleichen Jahr nahm er eine Tätigkeit als Hochschullehrer an der University of Nigeria auf. 2009 erhielt Charles Chidume eine Professur an der African University of Science and Technology in Abuja (Nigeria). Er nahm an dieser Universität verschiedene Aufgaben, unter anderem die des Direktors des Mathematischen Instituts, des Vizepräsidenten und des amtierenden Präsidenten wahr.
Charles Chidume spielte eine Schlüsselrolle bei der Entdeckung und Entwicklung junger Mathematiker in Afrika, indem er viele Doktoranden am International Centre for Theoretical Physics (ICTP) in Triest, Italien, und an der Universität von Nigeria, Nsukka, betreute. Zu seinen Schülern gehören die späteren Hochschullehrer Bashir Ali, Anthony Eke und Micah Osilike. Er war Mitherausgeber zahlreicher wissenschaftlicher Zeitschriften und ist Fellow der World Academy of Sciences (FTWAS). Charles Chidume ist Mitglied der American Mathematical Society, der Mathematical Association of America und der Nigerian Mathematical Society.
Auf Grund seiner herausragen Arbeiten auf den Gebieten der nichtlinearen Funktionalanalysis und Fixpunkttheorie erhielt Charles Chidume verschiedene renommierte Preise, unter anderem das British Council Fellowship in Mathematics (1986), die Third World Academy of Sciences (1988) und das Ehrenzertifikat der Rumänischen Mathematischen Gesellschaft (2018). 2019 wurde ihm der AMMSI-Phillip Griffiths-Preis verliehen.
Bis zu seinem Tod am 7. Oktober 2021 war Charles Chidume amtierender Präsident der African University of Science and Technology. Die Association of African Universities (AAU) würdigte ihn nach seinem Ableben als gefeierten Professor für Mathematik, dessen immenser Beitrag zur akademischen Wissenschaft in Afrika in guter Erinnerung bleiben wird.  In der Würdigung heißt es weiter: Er arbeitete unermüdlich daran, die Mathematikausbildung in Nigeria und Afrika insgesamt zu verbessern. Er wird für seine großartigen Verdienste um die Nigerian Mathematics Society und die afrikanische Hochschulbildung insgesamt in Erinnerung bleiben. Tatsächlich hat Afrika einen großen Gelehrten und Führer verloren. Charles Chidume wurde 2022 posthum für seine Beiträge auf dem Gebiet der Mathematik mit dem Nigerian National Order of Merit (NNOM) Award for Science für das Jahr 2020 ausgezeichnet.

## Schriften
- Some Geometric Properties of Banach Spaces, Lecture Notes in Mathematics (Volume 1965), Springer Press 2007, ISBN 978-1-84882-189-7
- An example on the Mann iteration method for Lipschitz pseudocontractions, Proceedings of the American Mathematical Society 129 (8), 2359–2363 (2001)
- Iterative approximation of fixed points of Lipschitzian strictly pseudocontractive mappings, Proceedings of the American Mathematical Society 99 (2), 283–288 (1987)
- Fixed point iterations for strictly hemi-contractive maps in uniformly smooth Banach spaces, Numerical functional analysis and optimization (1994), Vol 15, Num 7–8, pp 779–790
- Global iteration schemes for strongly pseudo-contractive maps, Proc. Amer. Math. Soc. 126 (1998), 2641–2649
- The solution by iteration of nonlinear equations in uniformly smooth Banach spaces, Journal of Mathematical Analysis and Applications 215, 132–146 1997